# Alto (voz)
O termo alto (contratenor-alto) é, geralmente, utilizado para a voz masculina com extensão logo acima da do tenor. É cantada por meninos, falsetistas, tenores altos ou castrati. Corresponde à extensão vocal feminina de contralto. As partituras são, geralmente, escritas na extensão Sol-Dó. Nos corais, o termo "alto" (naipe) é utilizado para ambos os sexos.